# Francesc Berenguer

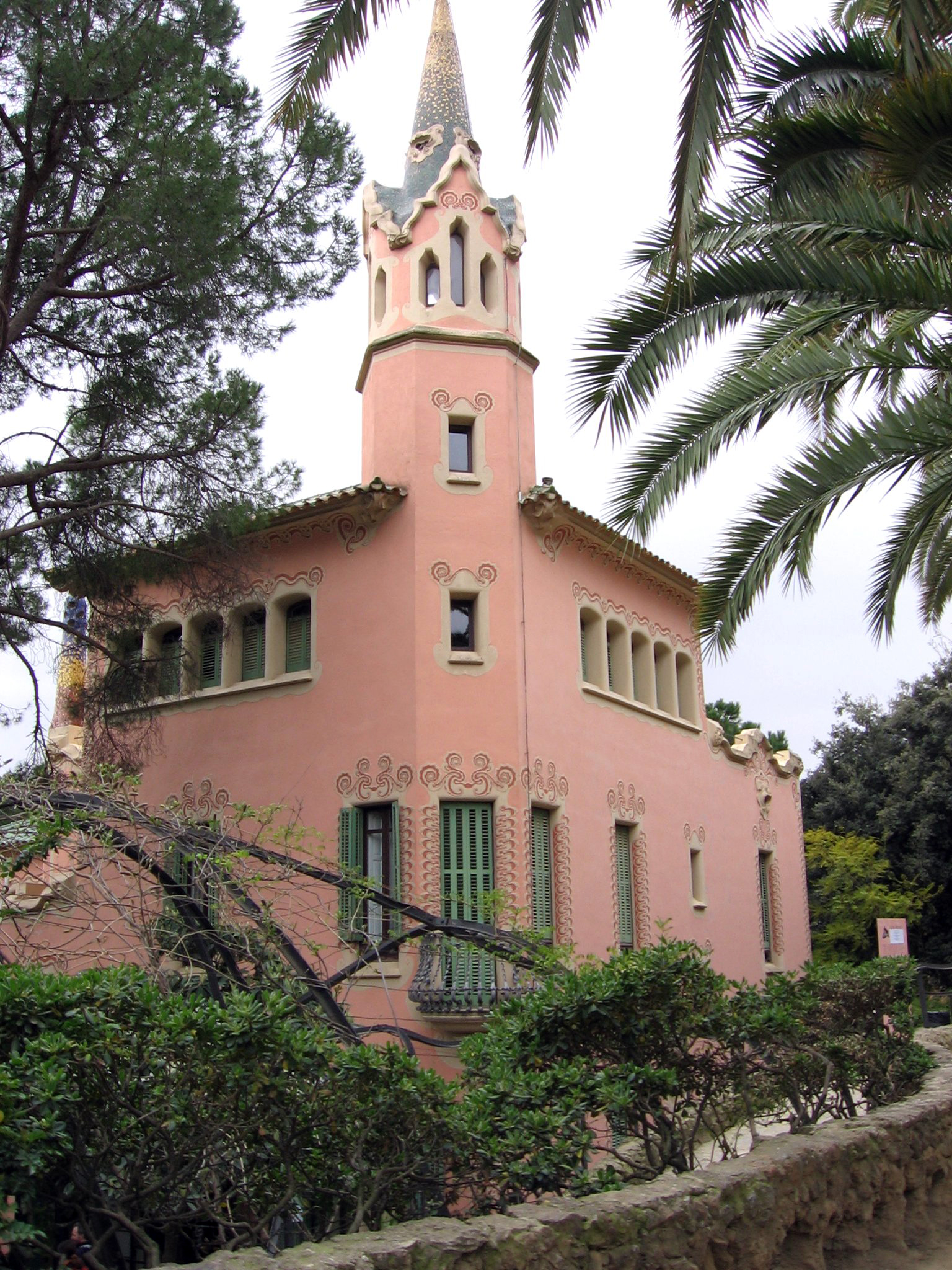
Casa-Museu Gaudí, Parque Güell, Barcelona.

Francesc d'Assís Berenguer i Mestres (Reus, 21 de julho de 1866 - Barcelona, 8 de fevereiro de 1914) foi um arquiteto modernista espanhol.
Discípulo e colaborador de Antoni Gaudí, Berenguer estudou arquitetura entre 1882 e 1888, mas não terminou o curso, tendo exercido como arquiteto sem ter diploma, já que desde 1887 até à sua morte trabalhou quase em exclusividade para Gaudí. Por causa de não ser arquiteto diplomado, todos os seus planos foram assinados por arquitetos, em muitos casos por Gaudí; por isso, muitas das suas atribuições são discutidas.
Entre as suas obras destacam-se o Mercado da Llibertat (1893), o Ayuntamiento de Gracia (1905), a Casa-Museu Gaudí, no Parque Güell (1905), e o Santuário de Sant Josep de la Muntanya (1910-1914), todos em Barcelona; e ainda a Casa Berenguer, em Rubió (1908). Colaborou com Gaudí nas Bodegas Güell, o Palácio Güell, a Casa Calvet, o Templo Expiatório da Sagrada Família, a Torre Damià Mateu em Llinars del Vallès e a Colónia Güell, onde construiu a Cooperativa (com Joan Rubió, 1900) e a Escola (com seu filho Francesc Berenguer i Bellvehí, 1912-1917).
Berenguer tinha um estilo tão parecido com o de Gaudí que em alguns dos projetos em que colaboraram não está clara a autoria da obra ou em que grau interveio cada um, sobretudo nas Bodegas Güell e na Torre Damià Mateu.